# 상처 뿐인 사나이
"상처 뿐인 사나이"는 한국에서 제작된 김영효 감독의 1967년 영화이다. 이빈화 등이 주연으로 출연하였고 성동호 등이 제작에 참여하였다.

## 출연

### 주연
- 이빈화
- 박노식
- 독고성

## 기타
- 조명: 정덕규
- 미술: 홍성칠